# Station Marquette
Station Marquette is een spoorwegstation in de Franse gemeente Marquette-lez-Lille.